# Claude Berger
Claude Berger (* 24. August 1921 in Courtelary; † 9. September 1981 in Neuenburg, reformiert, heimatberechtigt in Neuenburg) war ein Schweizer Politiker (SP).

## Biografie
Claude Berger kam am 24. August 1921 in Courtelary als Sohn des Anwalts und Notars Ernest Berger und der Alice geborene Monbaron zur Welt. Der Absolvent eines Privatgymnasiums in Zürich erwarb zunächst 1944 das Lizenziat der Rechtswissenschaft an der Universität Neuenburg, bevor er 1946 das Anwaltspatent erhielt. In unmittelbarer Folge war er als Anwalt in Neuenburg tätig. Daneben war er in den Vorständen beziehungsweise Verwaltungsräten mehrerer Gesellschaften und Unternehmen vertreten.
Claude Berger war mit der Familienhelferin Alma, der Tochter des Fidele Induni verheiratet. Er verstarb am 9. September 1981 zwei Wochen nach Vollendung seines 60. Lebensjahres in Neuenburg.

## Politisches Wirken
Claude Berger trat im Jahr 1950 der Sozialdemokratischen Partei des Kantons Neuenburg bei. Er fungierte als Mitglied der Parteileitung der SP sowie von 1955 bis 1959 als Kantonalsekretär. Dazu gehörte er von 1952 bis 1956 dem Generalrat der Stadt Neuenburg an. In den Jahren 1953 bis 1969 vertrat er seine Partei im Neuenburger Grossrat. Darüber hinaus nahm er von 1955 bis 1967 Einsitz in den Nationalrat.
Der sozialdemokratischen Linie verpflichtet galt Claude Bergers Einsatz vor allem gewerkschaftlichen Anliegen.